# Disphragis peralta
Disphragis peralta är en fjärilsart som beskrevs av William Schaus 1911. Disphragis peralta ingår i släktet Disphragis och familjen tandspinnare. Inga underarter finns listade i Catalogue of Life.